# ريكو هيني
ريكو هيني (بالفنلندية: Riku Heini)‏ هو لاعب كرة قدم فنلندي في مركز الوسط، ولد في 9 ديسمبر 1990 في لاهتي في فنلندا. شارك مع منتخب فنلندا تحت 19 سنة لكرة القدم ومنتخب فنلندا تحت 21 سنة لكرة القدم. أما مع النوادي، فقد لعب مع نادي لاهتي.

## وصلات خارجية
- ريكو هيني على موقع قاعدة بيانات كرة القدم.إي يو (الإنجليزية)
- ريكو هيني على موقع Soccerway.com (الإنجليزية)
- ريكو هيني على موقع عالم كرة القدم.نت (الإنجليزية)